# リチャード・P・リアリー (駆逐艦)
リチャード・P・リアリー (USS Richard P. Leary, DD-664) は、アメリカ海軍の駆逐艦。フレッチャー級駆逐艦の一隻。艦名はリチャード・P・リアリー少将に因む。

## 艦歴
「リチャード・P・リアリー」は1943年7月4日にマサチューセッツ州ボストンのボストン海軍工廠で起工、1943年10月6日にジョージ・K・クロツァー3世夫人によって命名・進水。1944年2月23日にフレッチャー級駆逐艦の155番艦として艦長フレデリック・S・ハベッカー中佐の指揮下で就役した。
「リチャード・P・リアリー」の隣では同型艦「ヘイウッド・L・エドワーズ」 (USS Heywood L. Edwards, DD-663) も建造されており、同日進水した。以降、「リチャード・P・リアリー」と「ヘイウッド・L・エドワーズ」両艦はその艦歴の多くを共にすることとなった。

### マリアナとパラオ
バミューダでの整調後、「リチャード・P・リアリー」はパナマ運河経由で真珠湾へ向かった。7月にエニウェトク環礁およびサイパンでの護衛任務と対潜哨戒に従事した後、第56駆逐戦隊 (Destroyer Squadron 56, DesRon 56) に所属した「リチャード・P・リアリー」はテニアン島を砲撃した（テニアンの戦い）。
1944年9月12日から28日にかけて、「リチャード・P・リアリー」はパラオ諸島の戦いに参加し、ペリリュー島上陸とアンガウル島上陸において海兵隊や水中爆破チーム(Underwater Demolition Team, UDT) に支援を行った。さらに周辺海域で日本艦船の捜索、海上に不時着した友軍機搭乗員の救助任務にもあたっている。

### フィリピン
「リチャード・P・リアリー」はレイテ島の戦いに参加するためフィリピンへ移動し、1944年10月18日から11月21日にかけて支援砲撃を行った。10月20日、軽巡洋艦「ホノルル」 (USS Honolulu, CL-48) に航空魚雷が命中した際には、「リチャード・P・リアリー」は「ホノルル」に接舷してダメージコントロールと医療活動を支援すると共に、負傷者26名を移乗させた。
スリガオ海峡海戦に臨むにあたり、第56駆逐戦隊は部隊を3隊に分けて展開した。そのうち第1分隊は「リチャード・P・リアリー」「ニューコム」 (USS Newcomb, DD-586) そして「アルバート・W・グラント」 (USS Albert W. Grant, DD-649) からなり、3隻はスリガオ海峡の中ほどを進むと日本艦隊へ雷撃を行った。「リチャード・P・リアリー」は日本側から7,200ヤード (6,600 m) の距離で魚雷3本を発射、そして戦隊の放った魚雷2本が戦艦「山城」に命中したと思われた。
アメリカ側の戦艦群と日本艦隊の激しい砲戦が続き、双方の放った弾が戦隊に飛来した。「リチャード・P・リアリー」と「ニューコム」は被害を受けなかったものの、「アルバート・W・グラント」が酷い損傷を負った。また、「リチャード・P・リアリー」は接近してきた魚雷4本を回避している。
砲戦が収まった後、「リチャード・P・リアリー」と「ニューコム」は「アルバート・W・グラント」のダメージコントロールを支援し、対空援護を行った。敵機1機を撃墜し、その後は艦隊曳船「チカソー」 (USS Chickasaw, ATF-83) に曳航される「アルバート・W・グラント」を護衛した。

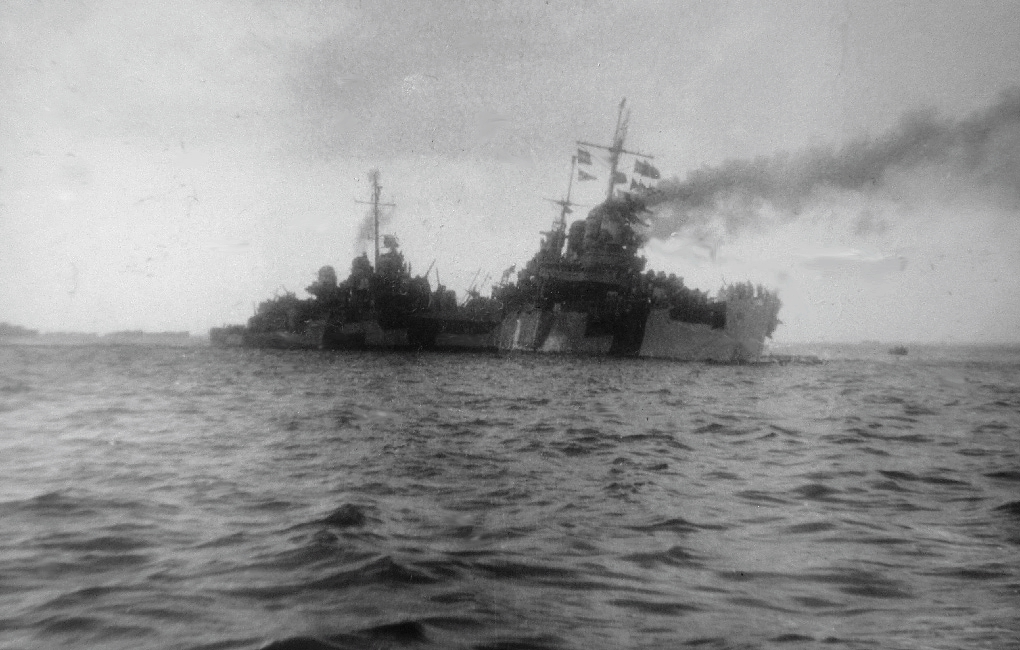
雷撃を受け傾斜した軽巡洋艦「ホノルル」に接近する「リチャード・P・リアリー」。1944年10月20日撮影。

11月1日、「リチャード・P・リアリー」はレイテ湾沖で支援任務に従事する第77.1任務群に配属されたが、そこで任務群は神風特別攻撃隊の攻撃にさらされた。駆逐艦「クラクストン」 (USS Claxton, DD-571) が大きな損傷を受け、続いて第48駆逐戦隊 (Destroyer Squadron 48, DesRon 48) 旗艦「アブナー・リード」 (USS Abner Read, DD-526) に特攻機が突入し沈没した。
「リチャード・P・リアリー」は「クラクストン」の救援を行い、新たに突入してきた特攻機1機を撃墜。第48駆逐戦隊司令や艦長、副長を含む「アブナー・リード」の生存者70名を救助している。
スリガオ海峡でレーダーピケット任務に就いていた11月20日、「リチャード・P・リアリー」はPTボート「PT-495」の戦傷者9名を「PT-491」から移乗させ、病院船「LST-1025」(USS LST-1025) へ引き渡した。ルソン島の戦いで「リチャード・P・リアリー」は、1945年1月6日に敵機1機を撃墜、9日には上陸部隊への火力支援を行った。

### 硫黄島と沖縄
1945年2月15日から3月16日にかけて硫黄島の戦いに参加し、上陸部隊に再び火力支援を行った。その間レーダーピケット任務に従事中だった2月22日には、硫黄島沖約30海里地点を漂流していたLVTから海兵隊員7名を救助している。
1945年3月25日から5月28日まで、沖縄戦でも「リチャード・P・リアリー」は砲撃支援任務に従事している。4月6日、損傷した第2駆逐戦隊 (Destroyer Squadron 2, DesRon 2) 旗艦「モリス」 (USS Morris, DD-417) を高速輸送艦「ダニエル・T・グリフィン」 (USS Daniel T. Griffin, APD-38) と共同で救援した。同日、所属する第56駆逐戦隊の旗艦「ニューコム」が特攻機によって酷く損傷したため、「リチャード・P・リアリー」が戦隊旗艦を承継した。
沖縄での活動で、「リチャード・P・リアリー」は沿岸砲撃、レーダーピケット任務、特攻機および特攻艇からの防衛（特攻艇2隻撃破を記録）、対潜、不時着機乗員の救援といった多様な任務をこなした。5月28日までに、5インチ主砲弾22,000発以上を消費した。
沖縄での任務が完了すると、「リチャード・P・リアリー」は8月にアラスカ州アダックへの派遣が命じられた。アリューシャン列島での任務後、日本に向かい、9月8日に大湊に到着する。その後9月30日に日本を出航し、カリフォルニア州サンディエゴに向かった。
帰国後、不活性化が命じられ、1946年12月10日に退役、太平洋予備役艦隊入りした。「リチャード・P・リアリー」は、大戦における全活動において損傷、戦死者といった損害を出すことがなかった。

### 海上自衛隊
太平洋予備役艦隊でモスボール状態のまま保管されていた「リチャード・P・リアリー」は、1954年3月8日の日米艦艇貸与協定に基づき1959年3月10日に僚艦「ヘイウッド・L・エドワーズ」（後の「ありあけ」 (DD-183) ）とともに日本の海上自衛隊に貸与され、以後1960年から15年間海上自衛隊の護衛艦「ゆうぐれ」(DD-184) として就役した。艦名は夕暮れに由来し、この名を受け継ぐ日本の艦艇としては、神風型駆逐艦 (初代)「夕暮」、初春型駆逐艦「夕暮」に続き3代目に当たる。
アメリカのロング・ビーチで日本側に引き渡された「ゆうぐれ」は、モスボール状態のまま岡田組サルベージの曳船によって曳航され太平洋を横断した。日本に回航後石川島重工業東京第二工場においてモスボール解撤および改装工事を実施し、1960年12月17日に完了した。この工事において5インチ3番砲に加え、20ミリ機銃及び21インチ魚雷発射管を復元性能改善のために全て撤去し、40人収容の実習員講堂を新設、燃料タンクの一部を真水タンクに改造した。これは本型が訓練を主任務としたためで、後に遠洋練習航海に「ゆうぐれ」は4度参加している。

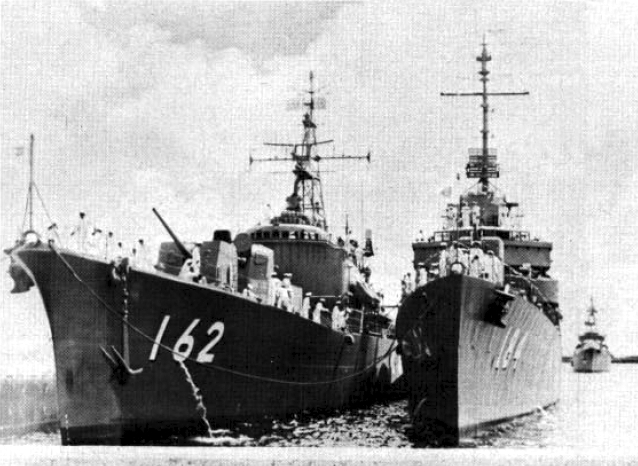
1962年、遠洋練習航海で護衛艦「てるづき」(DD-162) とともにグアムを訪問した「ゆうぐれ」。

1959年11月16日、「ゆうぐれ」は「ありあけ」と第1護衛隊を新編し、横須賀地方隊に編入された。
1960年10月1日には、艦種が貸与当初の「警備艦」から「護衛艦」に変更された。
「ゆうぐれ」は1962年に特別改装工事が実施され、前部マストを三脚檣に改め、対空レーダーをSPS-12、対水上レーダーをSPS-10に換装、Mk.37射撃指揮装置のレーダーをMk.25に換装し、後部に新たにMk.57射撃指揮装置を装備した。また爆雷投下軌条1基と同投射機（K砲）をすべてを撤去し、代わりにMk.2短魚雷落射機を両舷に装備した。その他、士官室及びCICの改造も行われ、艦橋構造物が拡張された。姉妹艦「ありあけ」と異なる点として、「ゆうぐれ」は艦橋前の40mm対空砲2基を撤去してMk.10ヘッジホッグ対潜迫撃砲2基が追加された。しかし、後にMk-108対潜ロケット発射機（ウェポン・アルファ）の装備や艦首延長といった大規模改装を受けた姉妹艦「ありあけ」と異なり、「ゆうぐれ」には退役までそれ以上の大掛かりな改装は行われなかった。
1963年12月10日に第1護衛隊が廃止となり、「ゆうぐれ」「ありあけ」は練習艦隊第2練習隊に編入されて主に練習艦任務に用いられた。1970年3月2日に第2練習隊が解隊されると、「ゆうぐれ」は同日第2掃海隊群旗艦となる。さらに1972年3月10日には第1潜水隊群に配備され旗艦を務めたが、この際「ゆうぐれ」は両舷後部上甲板に魚雷揚収用ダビットとレールを追加している。
「ゆうぐれ」は1974年3月9日に「ありあけ」とともに海上自衛隊を退役し、翌3月10日アメリカ海軍に返還された。「ゆうぐれ」の後任として1973年12月16日付で護衛艦「はるかぜ」(DD-101) が第1潜水隊群に編入されている。その後1976年7月1日に台湾へスクラップとして売却、解体された。

## 栄典
「リチャード・P・リアリー」は第二次世界大戦の戦功で6個の従軍星章を受章した。